# Sydkorea i olympiska sommarspelen 1960
Sydkorea deltog med 35 deltagare vid de olympiska sommarspelen 1960 i Rom. Ingen av landets deltagare erövrade någon medalj.